# فرودگاه صحرایی ماتسوشیما
فرودگاه صحرایی ماتسوشیما (به انگلیسی: Matsushima Air Field) یک فرودگاه نظامی است که یک باند فرود بتن دارد و طول باند آن ۲۷۰۰ متر است. این فرودگاه در کشور ژاپن قرار دارد .